# Economia de Paris

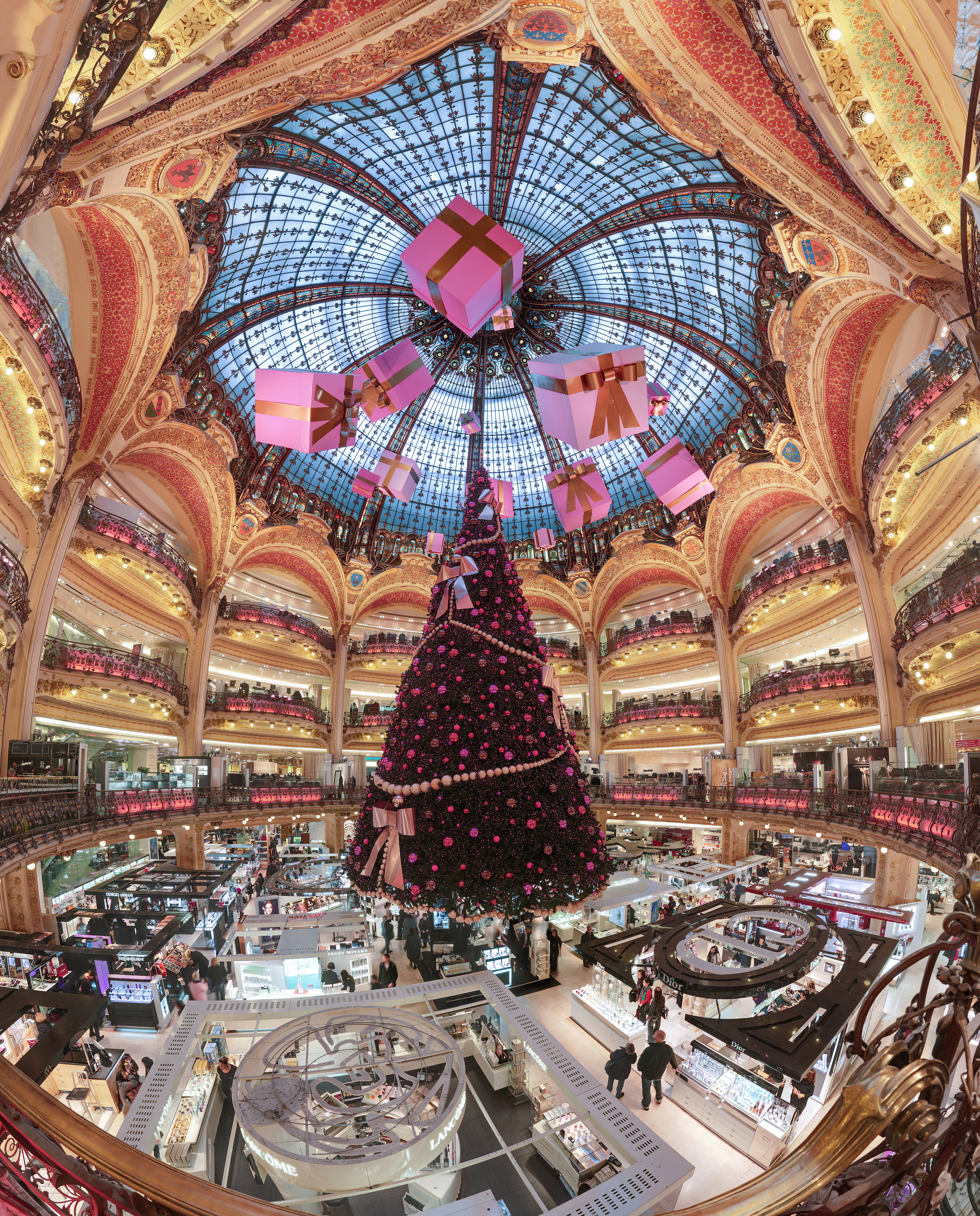
Loja de departamento Galeries Lafayette decorada para o natal

A economia de Paris, como o resto da Île-de-France mas de maneira ainda mais marcada, é mais rica e mais terceirizada que a média francesa. A aglomeração parisiense é todavia claramente menos especializada economicamente que outros grandes centros econômicos mundiais, notadamente Londres, sua grande rival na Europa, que é particularmente dinâmica no setor financeiro. Todavia, segundo Éric Le Boucher, a Île-de-France conhece um declínio econômico e perdas de emprego: "nenhuma região-capital do mundo perde tantos empregos como Paris, obscurecida por seu passado brilhante, mal governada, fragmentada em seus egoísmos, anêmica, sem haver se inscrito resolutamente na competição mundial entre as metrópoles do século XXI ». O arquiteto Jean Nouvel mostra as mesmas inquietudes e estima que seja imperativo que Paris evolua, "sob pena de se transformar em cidade-museu".
Ao se tratar da rivalidade entre Paris e Londres, John Ross, conselheiro econômico do prefeito de Londres, estima em 2008 no The Economist que Paris perdeu há muito tempo a competição econômica com Londres: "Nós não nos consideramos como em competição com Paris, nós já ganhamos esse combate. Nós nos medimos contra Nova Iorque ". Essa afirmação é testemunha da agudeza da rivalidade entre as grandes metrópoles mundiais e especialmente entre Londres e Paris, assim como das disputas de comunicação que rodeiam essa concorrência para atrair para atrair as perspectivas de investimentos associados. The Economist ajunta que Londres ultrapassa desde então Paris em quase todos os grandes indicadores econômicos. Todavia, Paris dispõe de mais m² de escritório que a capital londrina (nisto se inclui o espaço requerido pelos bancos), um número maior de grupos do Fortune 500 nela tem suas sedes, a Île-de-France se impõe como a primeira região europeia, à frente da Grande Londres, em número de empregos criados pelas implantações internacionais em 2007 e por fim a capital francesa emite a cada ano mais patentes que a capital inglesa e dispõe de uma maior proporção de pesquisadores na sua mão-de-obra. Neste momento, o PIB por paridade do poder de compra da aglomeração parisiense, estimada em 460 mil milhõesPE/bilhõesPB de dólares, é comparável, ou até mesmo superior ao de Londres. Essas comparações devem ser tomadas com prudência, os perímetros considerados não são sempre os mesmos: assim, a Grande Londres, com 7 517 700 habitantes, não representa a totalidade da aglomeração londrina.

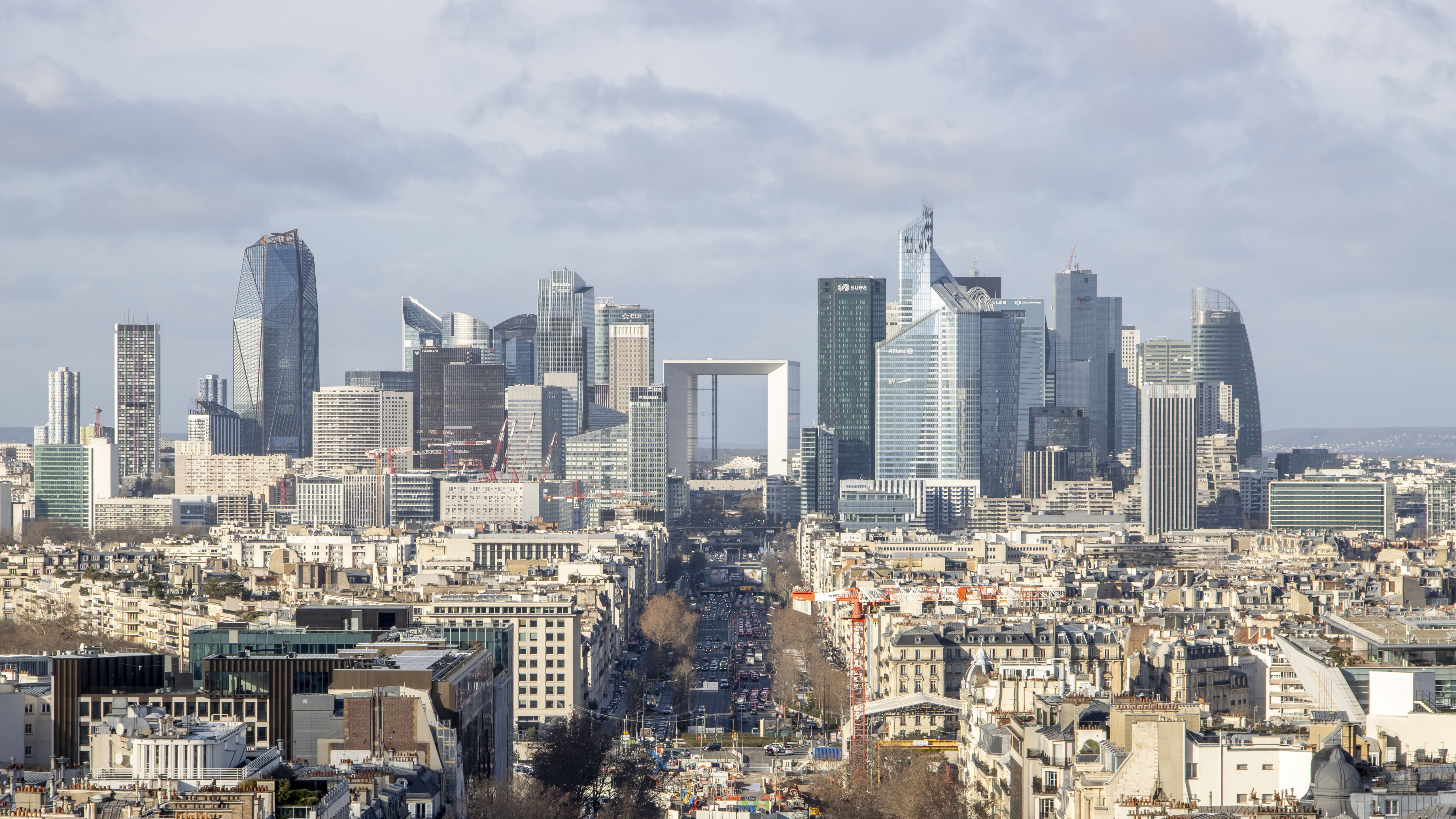
La Défense visto do Arco do Triunfo

O maior setor econômico é o turismo de lazer (cafés, hotéis, restaurantes e serviços relacionados) e o profissional (salão, congresso, etc). Ela enfrenta a concorrência emergente das cidades do Leste e do Sul Europeu que são por vezes mais baratas. Assim, Madrid é uma concorrente séria no turismo de lazer, Viena e Milão o são no turismo profissional. Paris dispõe de uma rede hoteleira muito diversificada, a um custo menor que várias outras capitais no setor de duas e três estrelas e se beneficia ainda de sua reputação no setor de elegância, luxo, perfumes, moda e gastronomia.
Paris continua sendo de longe o departamento que agrupa mais empregos na região com cerca de 1 650 600 em 2004, ou seja, 31 % dos empregos privados da região, à frente de Hauts-de-Seine com 848 200 empregos (16 %).
Os salários parisienses (19 euros por hora por ano, em 2002) são ligeiramente superiores à média regional (18,2 euros) e largamente superiores à média nacional (13,1 euros). Entretanto, essa diferença se explica essencialmente pela forte sobre-representação dos quadros gerenciais que constituem 25 % dos assalariados. A cidade se caracteriza sobretudo por sua forte desigualdade social: os 10 % dos assalariados mais bem pagos ganha quatro vezes mais que os 10 % menos bem pagos, o que está um pouco acima da média regional (3,7), mas é bastante superior à disparidade constatada no resto da França (2,6). Semelhantemente, as desigualdades geográficas aparecem no próprio seio da cidade: o salário horário médio oferecido no 8° arrondissement (24,2 euros) é superior em 82 % ao do 20° arrondissement (13,3 euros). Contrariamente, as disparidades salariais homem-mulher que ocupam idênticas posições profissionais não passa de 6 % em Paris contra 10 % no resto da França.

## Setores econômicos

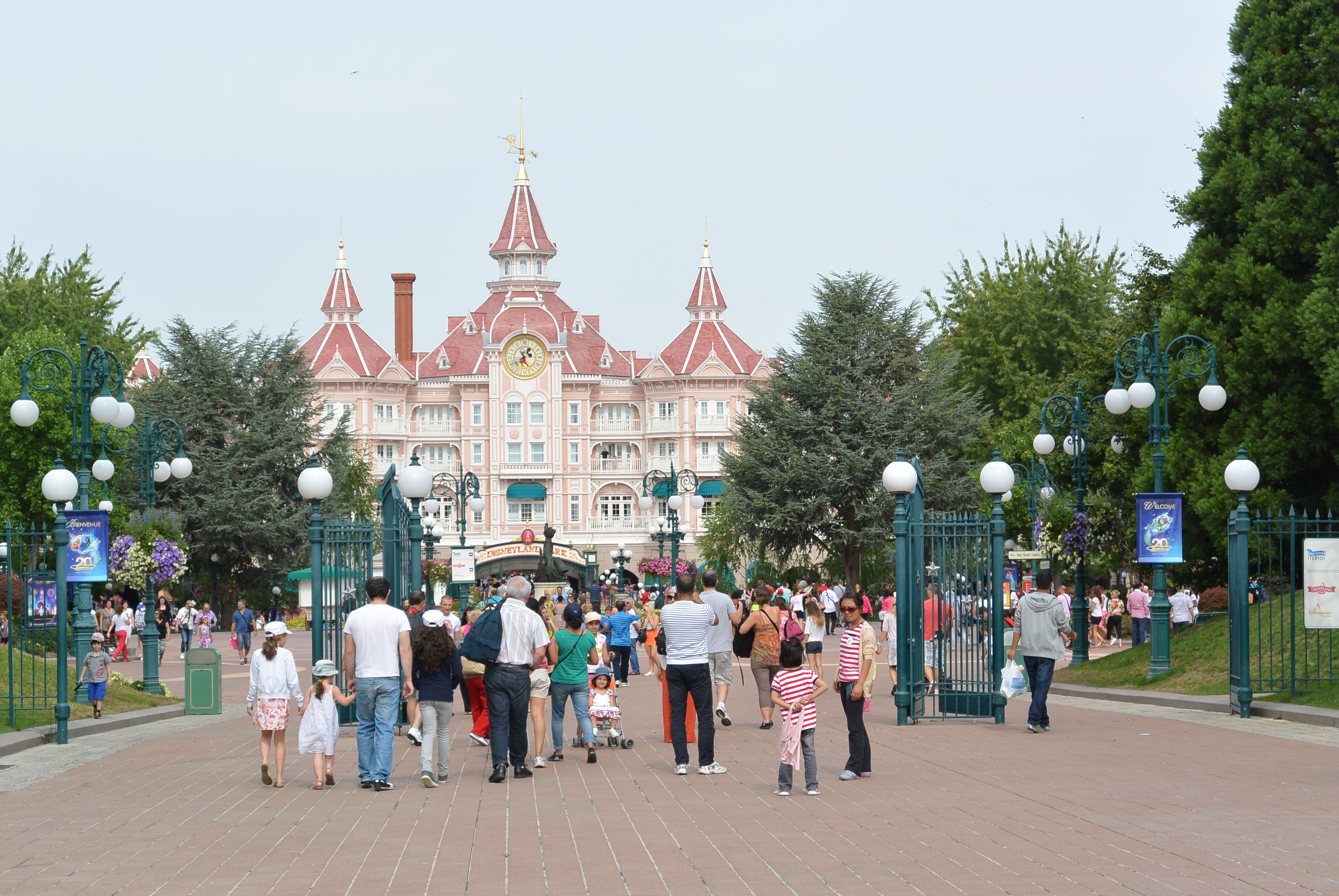
Disneyland Paris (também conhecida como Eurodisney)

A cidade de Paris passa por uma terceirização crescente de sua economia com a proliferação de empresas de serviços. Entretanto, o artesanato e a indústria continuam a representar uma parte não negligível dos empregos. O comércio mantém a sua atratividade apesar do desenvolvimento dos supermercados, que não são tão comuns na Île-de-France quanto o número de habitantes faz pensar.
O setor industrial contava com cerca de 25 000 estabelecimentos em 2003 e empregava 110 000 assalariados em 2000. As empresas de publicação, imprensa e edição eram responsáveis pela maior parte da atividade com 40 % dos empregos industriais parisienses, seguidas das de vestimentos e couro com 23 %. O setor do artesanato totalizava 36 237 empresas (concentradas no norte e no leste da cidade), ou seja, 28 % dos artesãos da região, e reunia 123 000 assalariados em 2003. Desde os anos 1980, a municipalidade organizou a implantação do artesanato e da indústria pela criação de "hotéis de negócios", em particular nos bairros mais distantes do leste da cidade. Os serviços reúnem 35 % dos efetivos salariais das empresas artesanais, seguidos da fabricação com 28,9 %, alojamento com 22,4 % e por fim alimentação com 13,7 %.

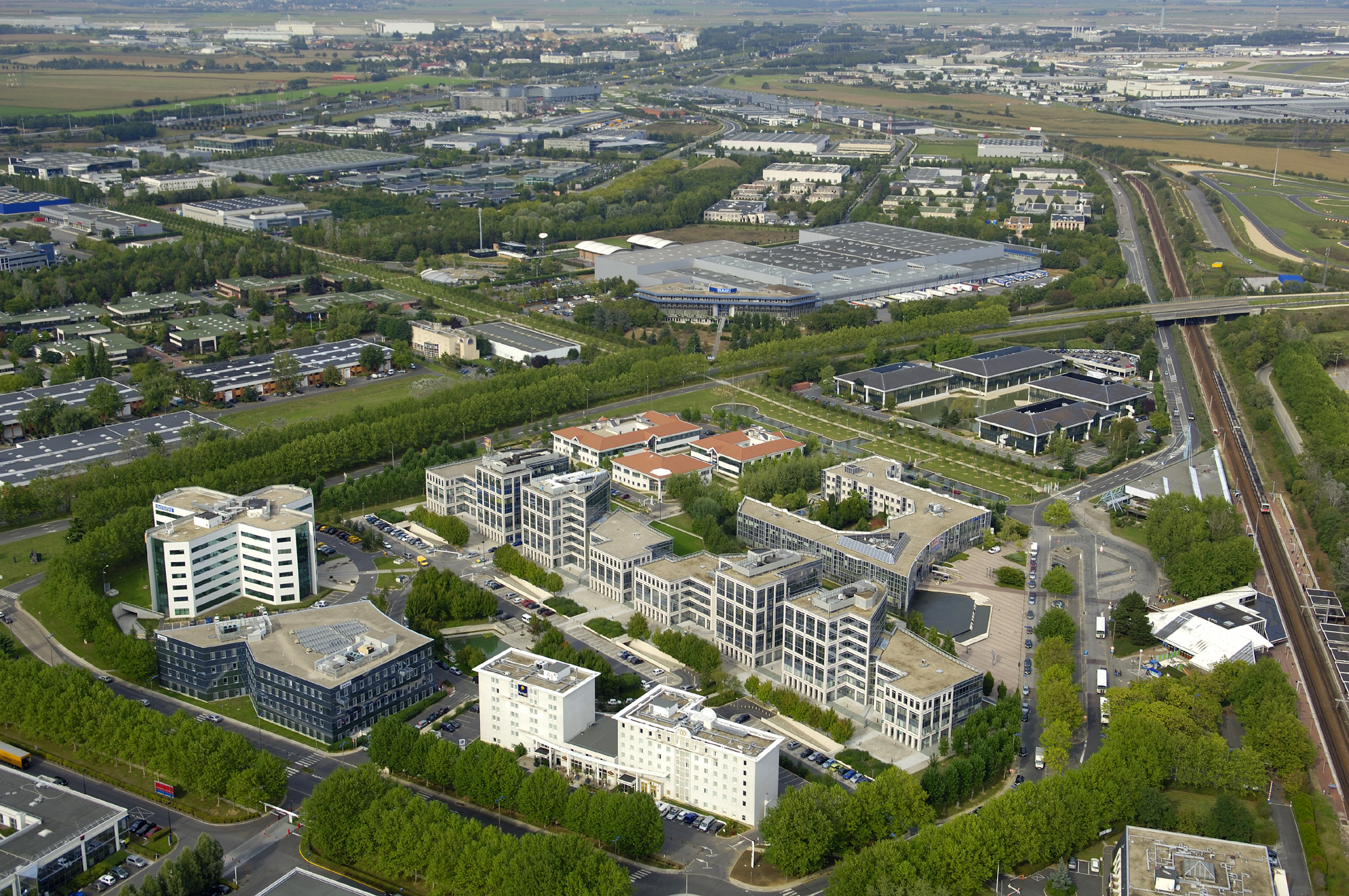
O parque de escritórios Paris-Nord II e, ao fundo, a vila de Roissy-en-France (à esquerda) e o Aeroporto de Paris-Charles de Gaulle (à direita)

O comércio parisiense, permanece muito atrativo, acessando um público muito além dos limites da cidade com cerca de 80 000 pontos de comércio e 30 000 lojas de retalho. Ele se caracteriza por sua extrema diversidade e sua repartição geográfica relativamente equilibrada. Porém, a implantação de supermercados na periferia e o aumento dos aluguéis levaram a importantes mudanças pelo fim do século XX. A monoatividade comercial progressivamente substituiu os pequenos comércios alimentícios por butiques de informática muito concentradas (na Rue Montgallet e na Rue de Charenton em especial, no 12° arrondissement) ou por comércios têxteis por atacado (no bairro do Sentier e em uma parte do 11° arrondissement). A chegada maciça de cadeias internacionais de grandes lojas de roupas (Celio, Zara, etc.), agravou esse fenômeno a tal ponto que faz crer aos parisienses que desapareceram rapidamente todas as lojas de esquina (comércios alimentícios e livrarias de bairro principalmente), que é o que se passa em vários bairros de Londres por exemplo. A municipalidade finalmente fez uso de seu direito de preempção a fim de lutar contra esse fenômeno; o plano local de urbanismo tenta limitar o impacto dessa evolução no futuro ao interditar por exemplo a mudança de ramo de um ponto comercial revendido.
O setor de serviços terceirizados para empresas é o mais importante e corresponde a um terço dos estabelecimentos parisienses. Em 31 de dezembro de 2001, cerca de 122 300 empresas empregavam ao menos um assalariado. Em efeito, uma das características da economia parisiense é a forte presença, apoiando-se sobre a atividade de grandes sedes empresariais, de pequenas empresas de um a dez funcionários que compõe mais de um quarto dos empregos. Esse setor agrupa as atividades de conselho e auxílio especializado, serviços operacionais, serviços de correio e de entrega e telecomunicações, assim como pesquisa e desenvolvimento.

## Os bairros de negócios

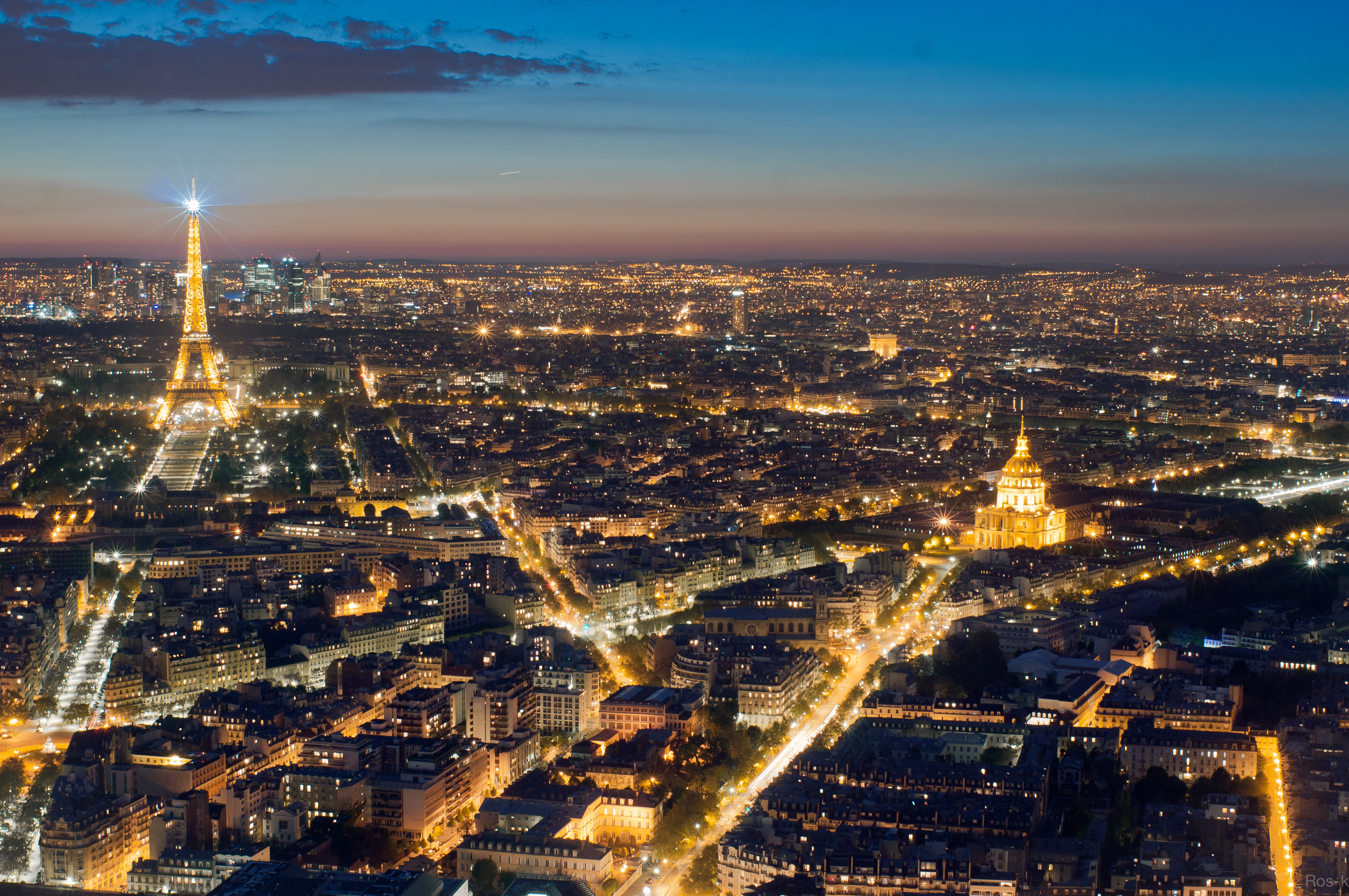
Paris à noite a partir da Tour Montparnasse

O grande bairro "Paris-La Défense", assim nomeado pela Câmara do Comércio e da Indústria de Paris, domina o mundo dos negócios na Île-de-France. Ele reúne a parte oeste da margem direita parisiense e uma dezena de comunas dos Hauts-de-Seine. Lá se acha a maior parte das sedes de grandes empresas e dos empregos de alto nível. Duas zonas são dignas de nota: o centro de Paris e o bairro de La Défense, nos subúrbios do oeste.
O bairro de negócios no centro de Paris se estende sobre um perímetro bastante grande em torno da casa de ópera e da estação de Saint-Lazare. Ele mantém um papel importante mas os preços imobiliários dos seus escritórios são muito elevados e a área que pode ser ocupada é limitada pelas regras de urbanismo. Entre 1994 e 2005, o seu número de empregos privados claramente diminuiu em benefício dos subúrbios vizinhos no oeste principalmente La Défense.
La Défense, caracterizada pelos seus arranha-céus, se desenvolve desde os anos 1960 e conta com três milhões de metros quadrados de escritórios e 150 000 assalariados. Ali se acham 1 500 empresas das quais quatorze das vinte primeiras empresas nacionais e quinze das cinquenta primeiras mundiais. Um grande plano de relançamento está previsto para o bairro para os anos seguintes.
Outros bairros de negócios também se implantam noutros lugares. Paris Rive Gauche, no 13° arrondissement, é o de estágio mais avançado dentro os projetos em curso de desenvolvimento. Nos subúrbios, outros pólos nascem nas zonas onde os preços imobiliários são menos elevados ou próximos de hubs estratégicos (e.g., Aeroporto de Paris-Charles de Gaulle). No departamento da Seine-Saint-Denis e mais particularmente no bairro intercomunal de La Plaine Saint-Denis, vários projetos, dos quais vários se classificam como Zonas de Desenvolvimento Concertado, deveriam modificar radicalmente aquela que era antes a maior zona industrial da Europa (em 1 de julho de 2008 menos de 1 % dos trabalhos previstos haviam começado)..

## Turismo

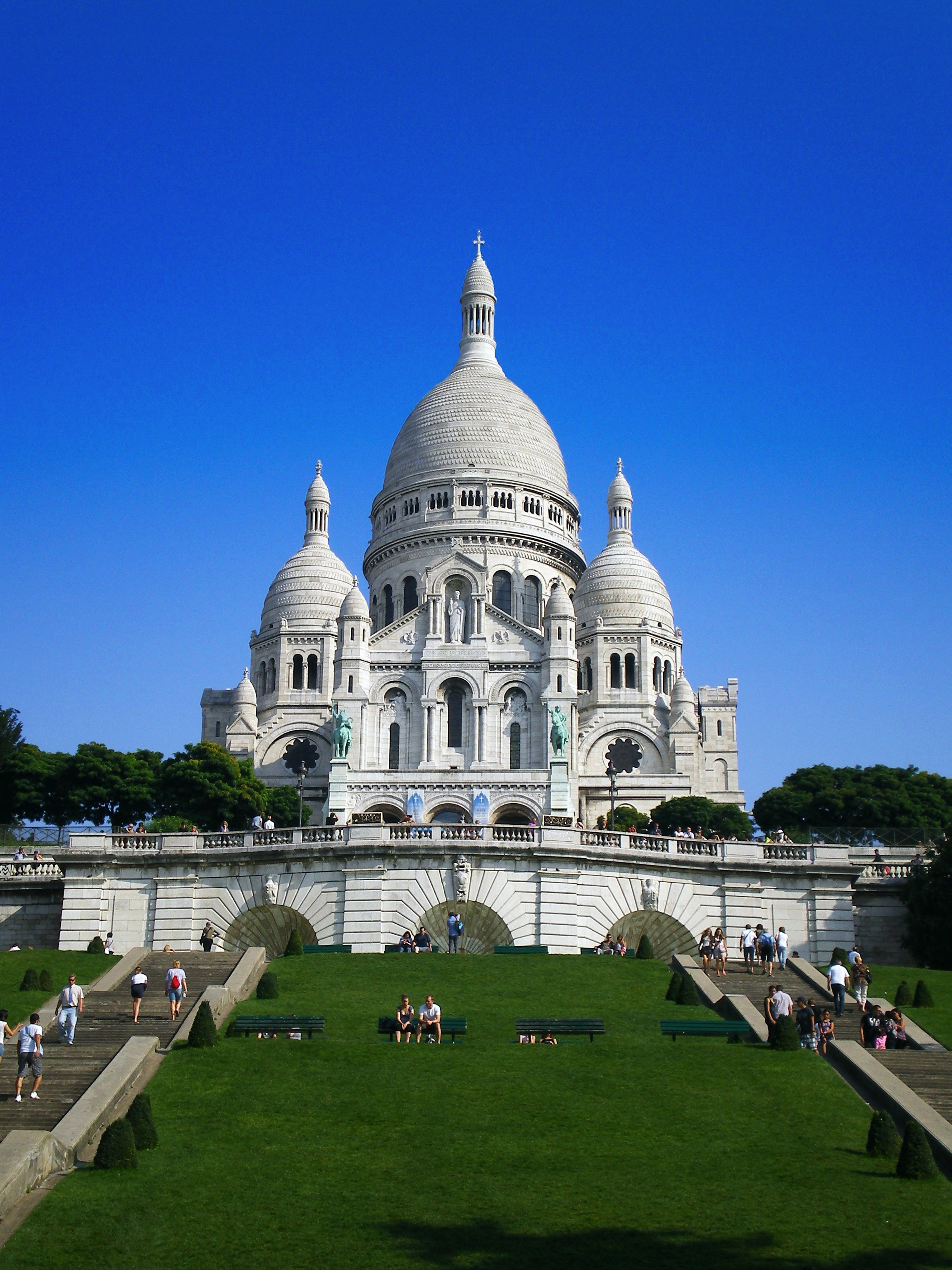
Basílica de Sacré Cœur

"Turismo", no senso moderno do termo, não atingiu um amplo número até que surgiu a ferrovia, no curso dos anos 1840. Uma das primeiras atrações foi, desde 1855, uma série de exposições universais, ocasiões que serviram à edificação de numerosos monumentos novos em Paris, dos quais o mais célebre é a Torre Eiffel, erigida para a exposição de 1889. Estes monumentos, adicionados aos embelezamentos trazidos à capital durante o Segundo Império, largamente contribuíram para fazer da própria cidade a atração na qual ela se tornou.
Mas se Paris é hoje em dia a capital mais visitada do mundo, ela é julgada como uma das menos acolhedoras e das mais caras: segundo uma enquete realizada em sessenta cidades com cerca de 14 000 pessoas através do mundo, ela se situa em primeiro lugar em beleza e dinamismo, mas uma das piores qualificadas no que concerne a qualidade do acolhimento (52° dentre 60) e os preços praticados (somente 55°).
Em 2006, ela chegou só até o terceiro lugar como destino de viajantes internacionais. Ela é ainda assim a cidade onde se organiza o maior número de congressos internacionais. Ainda em 2006, os cinquenta principais sítios culturais da cidade registraram 69,1 milhões de visitantes, ou seja, um crescimento de 11,3 % em relação a 2005.
As principais atrações turísticas da cidade são: Torre Eiffel, construída em 1889, é considerada atualmente o principal símbolo da cidade; avenida Champs-Élysées, uma das mais largas e famosas avenidas do mundo; Centro Georges Pompidou; Arco do Triunfo, construído por Napoleão Bonaparte em 1806, em homenagem às vitórias francesas e aos que morreram no campo de batalha; Museu do Louvre, famoso por abrigar importantes obras de arte, como o quadro Mona Lisa, de Leonardo da Vinci; Montmartre, uma área histórica da cidade onde se localiza a Basílica de Sacré Cœur e famosa pelo seus cafés, estúdios e clubes noturnos, como o Moulin Rouge; Catedral de Notre-Dame, famosa catedral gótica construída em 1163 no centro da cidade; Panthéon, uma antiga igreja, famosa por abrigar os restos mortais de vários franceses famosos; Quai d'Orsay, um cais na margem esquerda do Rio Sena; Museu da arte e história do Judaísmo; Museu de Orsay, museu que reúne importante coleção de arte impressionista e foi, no passado, uma estação de trem; Cemitério do Père-Lachaise, onde estão enterradas pessoas famosas como Oscar Wilde, Jean-François Champollion, Édith Piaf, Chopin, Allan Kardec ou ainda Jim Morrison; Hôtel des Invalides, museu e necrópole militar; La Défense, o centro financeiro de Paris, a oeste da cidade; Palácio de Versalhes, localizado na cidade de Versalhes e construído por Luís XIV para abrigar toda a corte, designava o poder, a glória e a riqueza do Rei Sol (Luís XIV); Disneyland Resort Paris, complexo turístico do conglomerado Disney contendo várias opções de entretenimento incluindo dois parques multitemáticos, Disneyland e Walt Disney Studios; L'Hôtel de Ville, sede da prefeitura de Paris, além de possuir uma arquitetura peculiar francesa, esbanja luxo e riqueza em cada detalhe.

Panorama de Paris, com a Pont des Arts (Ponte de Artes) e, logo atrás, a Pont Neuf (Ponte Nova) e a Ilha da Cidade. O Institut de France (Instituto Francês) fica à direita, no final da Pont des Arts. As torres da Catedral de Notre-Dame de Paris também podem ser vistas ao fundo